# Phalaenoides
Phalaenoides é um gênero de traça pertencente à família Arctiidae.